# Chromis dimidiata
Chromis dimidiata är en fiskart som först beskrevs av Klunzinger, 1871.  Chromis dimidiata ingår i släktet Chromis och familjen Pomacentridae. Inga underarter finns listade i Catalogue of Life.